# Pleomassaria carpini
Pleomassaria carpini är en svampart som tillhör divisionen sporsäcksvampar, och som först beskrevs av Karl Wilhelm Gottlieb Leopold Fuckel, och fick sitt nu gällande namn av Pier Andrea Saccardo. Pleomassaria carpini ingår i släktet Pleomassaria, och familjen Pleomassariaceae. Arten är reproducerande i Sverige.